# Manifesto futurista della nuova umanità
Manifesto futurista della nuova umanità è una canzone del cantautore Vasco Rossi, uscita nelle radio il 6 maggio 2011. La canzone fa parte dell'album Vivere o niente uscito il 29 marzo ed è il secondo singolo estratto da esso.

## Descrizione
La musica, oltre che da Vasco, è stata scritta da Saverio Principini e Simone Sello mentre il testo è interamente di Vasco Rossi.
Il brano è una provocazione ironica. Quello cantato da Vasco è l'uomo nuovo, moderno, che non ha più "fede" in un creatore, ma solo nel caso. L'uomo di oggi, secondo il cantautore, sostituisce a Dio la scienza, come unica fonte di verità.
Il 29 dicembre 2010, su Satisfiction - periodico edito da Vasco a cura di Gian Paolo Serino - è apparso il testo del brano in questione: è stata la prima volta che una cosa del genere sia accaduta nel panorama rock.
Il 17 luglio 2011 il singolo ha ricevuto il disco d'oro per gli oltre 15 000 download digitali, mentre a marzo 2013 viene certificato disco di platino per gli oltre 30 000 download.

## Video
Il video della canzone, ideato da Swan, è stato pubblicato il giorno precedente all'uscita dallo stesso Vasco sulla sua pagina ufficiale di Facebook. Tale video vede Vasco, il suo chitarrista Maurizio Solieri, il suo bassista Claudio Golinelli e Gianluca Schiavon alla batteria suonare all'interno di un treno.
Alla fine del video è presente il quadro L'origine del mondo, che sta a significare una "rivoluzione" in campo artistico così come il treno lo è stata in quello industriale.
Il 5 settembre il video riceve il "Premio Speciale Italia" consegnato al Future Film Festival al regista Swan «Per il riuscito collage di diverse tecniche del passato integrate a quelle moderne: la prospettiva forzata, le scenografie ricostruite, i modelli in scala su paesaggi reali e i modelli in scala su paesaggi sintetici si integrano con green screen e tracking, animazione 2D e compositing. Una tecnologia asservita al significato, che dona al video un grande valore creativo e poetico.»

## Formazione
- Vasco Rossi - voce
- Matt Laug - batteria
- Claudio Golinelli - basso
- Stef Burns - chitarra
- Simone Sello - chitarra
- Frank Nemola - tastiera, pianoforte, organo Hammond, co-arrangiamento
- Alessandro Magri - tastiera
- Saverio Principini - programmazione

## Classifiche

### Classifica italiana
| Posizione | 6 | 7 |